# 樋口修次
樋口 修次（ひぐち しゅうじ、1896年〈明治29年〉1月19日 - 1959年〈昭和34年〉5月20日）は、昭和時代前期の政治家。静岡県熱海市長。

## 経歴
静岡県賀茂郡熱海町（現熱海市）出身。1918年（大正7年）4月、慶應義塾大学に入るが、入営のため退学する。旅館業を営み、1929年（昭和4年）4月、熱海町会議員に当選し、常設委員、観光委員、熱海温泉組合長などを務めた。1937年（昭和12年）6月、熱海市会議員となり、同議長を経て、同年7月、熱海市長に就任した。
1959年（昭和34年）5月、肝炎のため死去した。